# Arztausweis

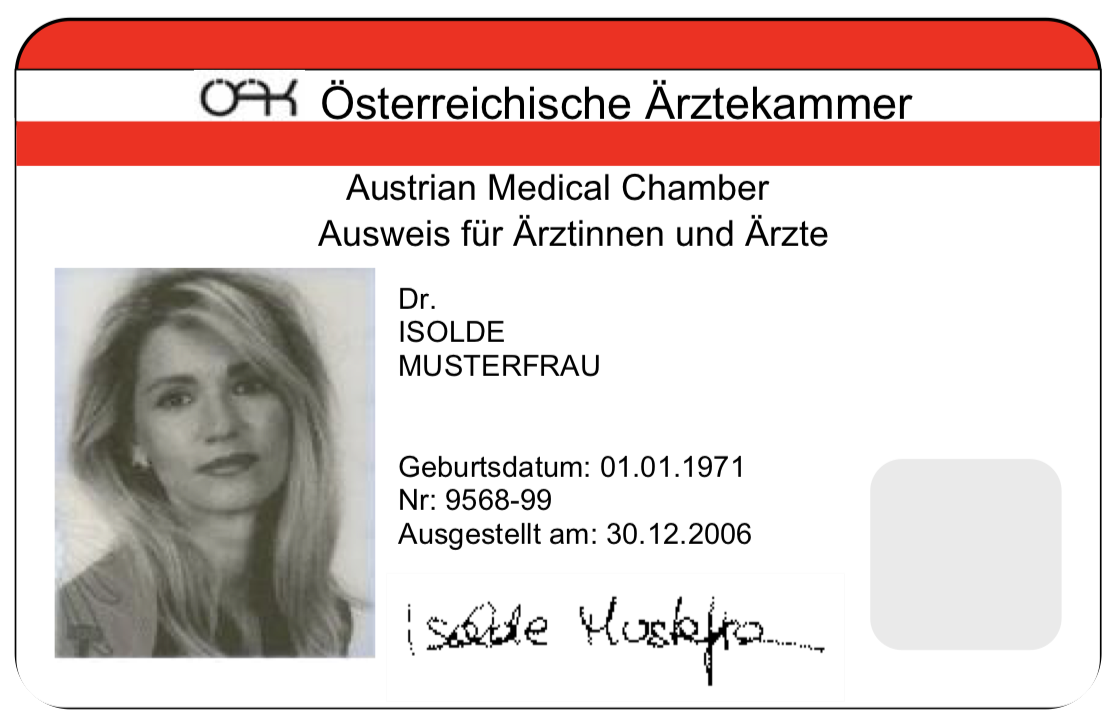
Österreichischer Ärzteausweis

Arztausweise weisen den Inhaber in Deutschland durch ein personalisiertes Dokument als approbierten Arzt und Mitglied einer Ärztekammer aus. In Österreich ist zur Ausübung der ärztlichen Tätigkeit die Eintragung bei der zuständigen Ärztekammer erforderlich, welche auch einen Ärzteausweis ausstellt. Hierbei gibt ein unterschiedlicher Hologrammaufkleber Auskunft über die Qualifikation des Inhabers, bzw. dessen Berechtigung zur selbständigen Berufsausübung.
Der Lichtbildausweis ist in Deutschland als elektronischer Arztausweis erhältlich. Es besteht jedoch keine allgemeine Ausweispflicht speziell für Ärzte. 
Der elektronische Arztausweis der Ärztekammer darf nicht mit dem elektronischen Heilberufsausweis und mit dem elektronischen Praxisausweis der Kassenärztlichen Vereinigung verwechselt werden.